# Kappa Hydrae
Kappa Hydrae (Al Sharāsīf, 38 Hydrae) é uma estrela na direção da constelação de Hydra. Possui uma ascensão reta de 09h 40m 18.38s e uma declinação de −14° 19′ 56.1″. Sua magnitude aparente é igual a 5.07. Considerando sua distância de 515 anos-luz em relação à Terra, sua magnitude absoluta é igual a −0.92. Pertence à classe espectral B4IV/V.